# Blue Lines
Blue Lines je debutové album anglické triphopové kapely Massive Attack, které vyšlo v roce 1991.

## Seznam písní
1. Safe from Harm - 5:18
2. One Love - 4:48
3. Blue Lines - 4:21
4. Be Thankful for What You've Got - 4:09
5. Five Man Army - 6:04
6. Unfinished Sympathy - 5:08
7. Daydreaming - 4:14
8. Lately - 4:26
9. Hymn of the Big Wheel - 6:36

## Singly z alba
- „Daydreaming“
- „Unfinished Sympathy“
- „Safe from Harm“
- „Hymn of the Big Wheel“/„Be Thankful for What You've Got“